# Berberis spraguei
Berberis spraguei är en berberisväxtart som beskrevs av Ahrendt. Berberis spraguei ingår i släktet berberisar, och familjen berberisväxter. Inga underarter finns listade i Catalogue of Life.